# یوهان کروگر
یوهان کروگر (آلمانی: Johann Crüger؛ ‏ ۹ آوریل ۱۵۹۸ – ۲۳ فوریهٔ ۱۶۶۲) موسیقی‌دان و آهنگساز سوربی‌تبار اهل آلمان بود. او سازندهٔ آهنگ‌های برخی از سرودهای روحانی مشهور مسیحیت است. او همچنین ویراستار کتاب سرودهای مذهبی عمل به تقوا در ترانه‌ها (Praxis pietatis melica) که در قرن ۱۷ به‌طور گسترده‌ای مورد استفاده بود. علاوه بر موسیقی، او در رشتهٔ الهیات در دانشگاه هاله-ویتنبرگ تحصیل نمود.
او به مدت ۴۰ سال معلم یک جیمنیزیوم و خوانندهٔ کلیسای سنت نیکلاس در برلین بود. او از ۱۶۴۳ با شاعر آلمانی پائول گرهارت آشنا شد و آهنگ‌های برخی از سروده‌های او را ساخت.
یوهان کروگر در سال ۱۶۲۸ با بیوهٔ یکی از اعضای شورای شهر ازدواج کرد. آنها در دوران جنگ سی‌ساله دچار سختی‌های فراوانی از جمله قحطی و گرسنگی شدند. در اثر ابتلا به طاعون خیارکی همهٔ اعضای خانواده‌اش در سال ۱۶۳۶ مردند و خودش هم تا پای مرگ رفت. پس از بهبودی از بیماری در سال ۱۶۳۷ برای بار دوم با دختر ۱۷ ساله یک صاحب مسافرخانه ازدواج کرد که از او صاحب چهارده فرزند شد که بیشتر آنها در جوانی مردند. یکی از دختران او با یک نقاش سلطنتی ازدواج کرد که در سال ۱۶۳۳ تابلویی از چهرهٔ یوهان کروگر نقاشی کرد.